# Esteban Chaves
Jhoan Esteban Chaves Rubio (* 17. Januar 1990 in Bogotá) ist ein kolumbianischer Radrennfahrer. Zu seinen größten Erfolgen zählt der Sieg der Lombardei-Rundfahrt im Jahr 2016, die er als erster nicht-Europäer gewinnen konnte. Zudem war er der erste Kolumbianer der bei einem Monument des Radsports siegte.

## Sportliche Laufbahn
Esteban Chaves fuhr ab 2009 für das kolumbianische Radsportteam Colombia es Pasión-Café de Colombia und gewann 2009 eine Etappe bei der Vuelta a Cundinamarca. In der Saison 2011 gewann er einen Tagesabschnitt beim Clásica Club Deportivo Boyacá und die Gesamtwertung der Tour de l’Avenir.
In den Saisons 2012 und 2013 war Chaves beim Team Colombia-Coldeportes unter Vertrag. 2012 gewann er eine Etappe der Vuelta a Burgos und siegte beim Gran Premio Città di Camaiore. Zu Beginn der Saison 2013 stürzte er beim italienischen Eintagesrennen Trofeo Laigueglia schwer. Er erlitt ein Schädel-Hirn-Trauma und eine Amnesie. Später stellte sich noch eine Nervenverletzung heraus, die drohte den rechten Arm zu lähmen, aber durch eine neunstündige Operation und eine monatelange Reha weitgehend behoben werden konnte.

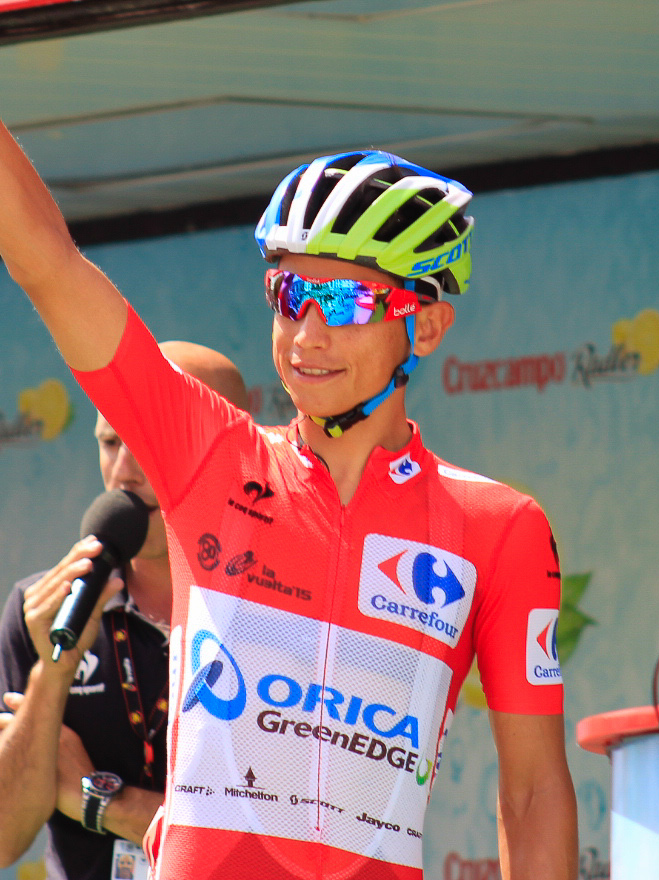
Esteban Chaves im Roten Trikot bei der Vuelta a España 2015

2014 wechselte Chaves zum UCI WorldTeam Orica GreenEdge. Im ersten Jahr seines Comebacks für das australische UCI WorldTeam gewann er Bergankünfte bei der Kalifornien-Rundfahrt und Tour de Suisse. Außerdem nahm er mit der Vuelta a España 2014 erstmals an einer Grand Tour teil und beendete diese auf Platz 41. Am Ende der Saison gewann er die Nachwuchswertung der Tour of Beijing. Im Jahr darauf fuhr Esteban Chaves den Giro d’Italia 2015, den er als 55. beendete. Zudem konnte er mit seinen Teamkollegen das Mannschaftszeitfahren der 1. Etappe gewinnen. Nach der Tour de Suisse nahm er die Vuelta a España 2015 in Angriff, wo er zwei Etappen gewann und das Rote Trikot des Gesamtführenden insgesamt für sechs Tage trug. Schlussendlich belegte er den fünften Gesamtrang. Nach Platz acht bei der Lombardei-Rundfahrt, gewann er die Bergankunft am Jebel Hafeet und sicherte sich so die Gesamtwertung der Abu Dhabi Tour.

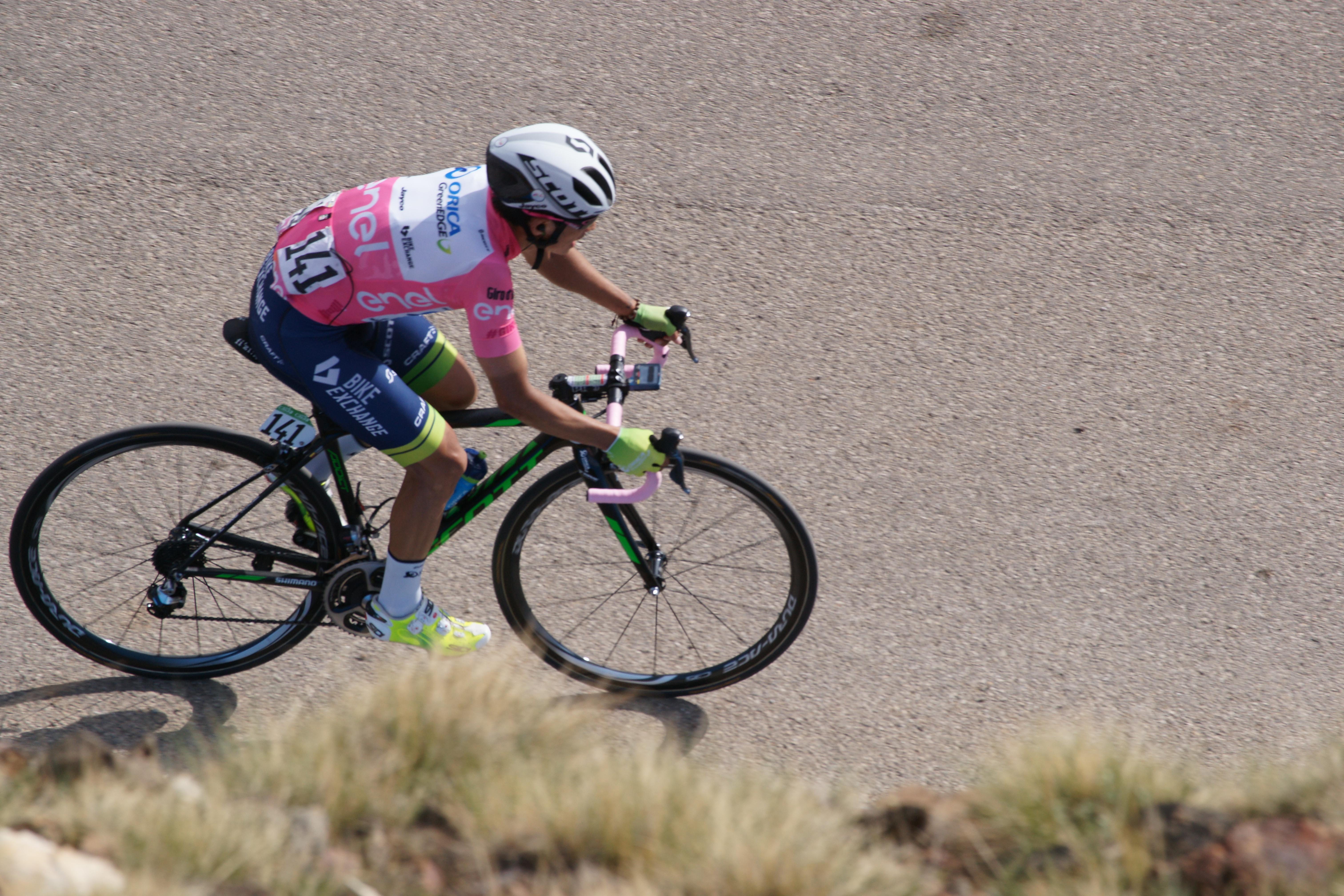
Esteban Chaves im Rosa Trikot beim Giro d’Italia 2016

Seine erfolgreichste Saison folgte im Jahr 2016, als er sich zunächst erneut auf den Giro d’Italia fokussierte. Nach einer soliden ersten Woche gewann er die 14. Etappe, die über mehrere Dolomiten-Pässe führte und schob sich in der Gesamtwertung auf den dritten Rang. Nach einem starken Bergzeitfahren auf die Seiser Alm und dem Sturz des Gesamtführenden Steven Kruijswijk übernahm er nach der 19. Etappe die Maglia Rosa, wobei sein Vorsprung auf Vincenzo Nibali vor der letzten Bergetappe 44 Sekunden betrug. Im Anstieg des Col de la Lombarde konnte er dem Italiener jedoch nicht folgen und belegte so den zweiten Gesamtrang. Nachdem er Kolumbien bei den Olympischen Spielen in Rio vertreten hatte, nahm er die Vuelta a España 2016 in Angriff, wo er den Spanier Alberto Contador bei der letzten Bergankunft vom Podium verdrängte und Dritter in der Gesamtwertung wurde. Am Ende der Saison gewann er zunächst den Giro dell’Emilia, ehe er als erster Kolumbianer mit der Lombardei-Rundfahrt ein Monumet des Radsports gewinnen konnte.
Im Jahr 2017 ging Esteban Chaves erstmals bei der Tour de France an den Start, wo er sich die Leader-Rolle mit Simon Yates teilte. Der Kolumbianer konnte jedoch keine Akzente setzen und belegte Rang 62 in der Gesamtwertung. Auch bei der anschließenden Vuelta a España kam er nicht über den elften Gesamtrang hinaus. Im Jahr 2018 fokussiert sich Chaves erneut auf den Giro d’Italia und gewann zu Beginn der Saison die Gesamtwertung der Herald Sun Tour, wo er die einzige Bergankunft für sich entschied. Nachdem er sowohl Paris–Nizza als auch die Katalonien-Rundfahrt aufgeben musste, ging er an der Seite von Simon Yates an den Start des Giro d’Italia 2018. Die beiden Teamkollegen zeigten sich bei der ersten Bergankunft auf dem Ätna in Topform und distanzierten gemeinsam alle anderen Fahrer. Während Esteban Chaves die Etappe gewann, übernahm Simon Yates das Rosa Trikot. Esteban Chaves lag auf dem dritten Gesamtrang, ehe er auf der 10. Etappe unerwartet viel Zeit verlor und schlussendlich Rang 72. belegte. Nach dem Giro d’Italia unterzog sich Esteban Chaves einer Reihe von Untersuchung. Neben einer Herzrhythmusstörung, die operativ entfernt wurde, wurde bei dem Kolumbianer auch das Epstein-Barr-Virus nachgewiesen. Esteban Chaves fiel daraufhin für den Rest der Saison aus.
Im Frühjahr des Jahres 2019 konnte Esteban Chaves nicht an seine vorangegangenen Leistungen anschließen. Beim Giro d’Italia 2019 gewann er dennoch die Bergankunft der 19. Etappe in San Martino di Castrozza aus der Ausreißergruppe. Nach dem sechsten Gesamtrang bei der Slowenien-Rundfahrt ging er als Kapitän bei der Vuelta a España 2019 an den Start, belegte jedoch nur den 19. Gesamtrang. Nach einer sieglosen Saison 2020, bei der er auch in den Grand Tours nicht überzeugen konnte, gewann er bei der Katalonien-Rundfahrt 2021 eine Etappe und sicherte sich die Punkte- und Bergwertung. Bei den Ardennen-Klassikern zeigte er mit dem achten Platz beim Flèche Wallonne auf, ehe er 13. bei der Tour de France 2021 wurde. Im Anschluss startete er erneut bei den Olympischen Spielen, wo er im Straßenrennen den 45. Platz belegte.

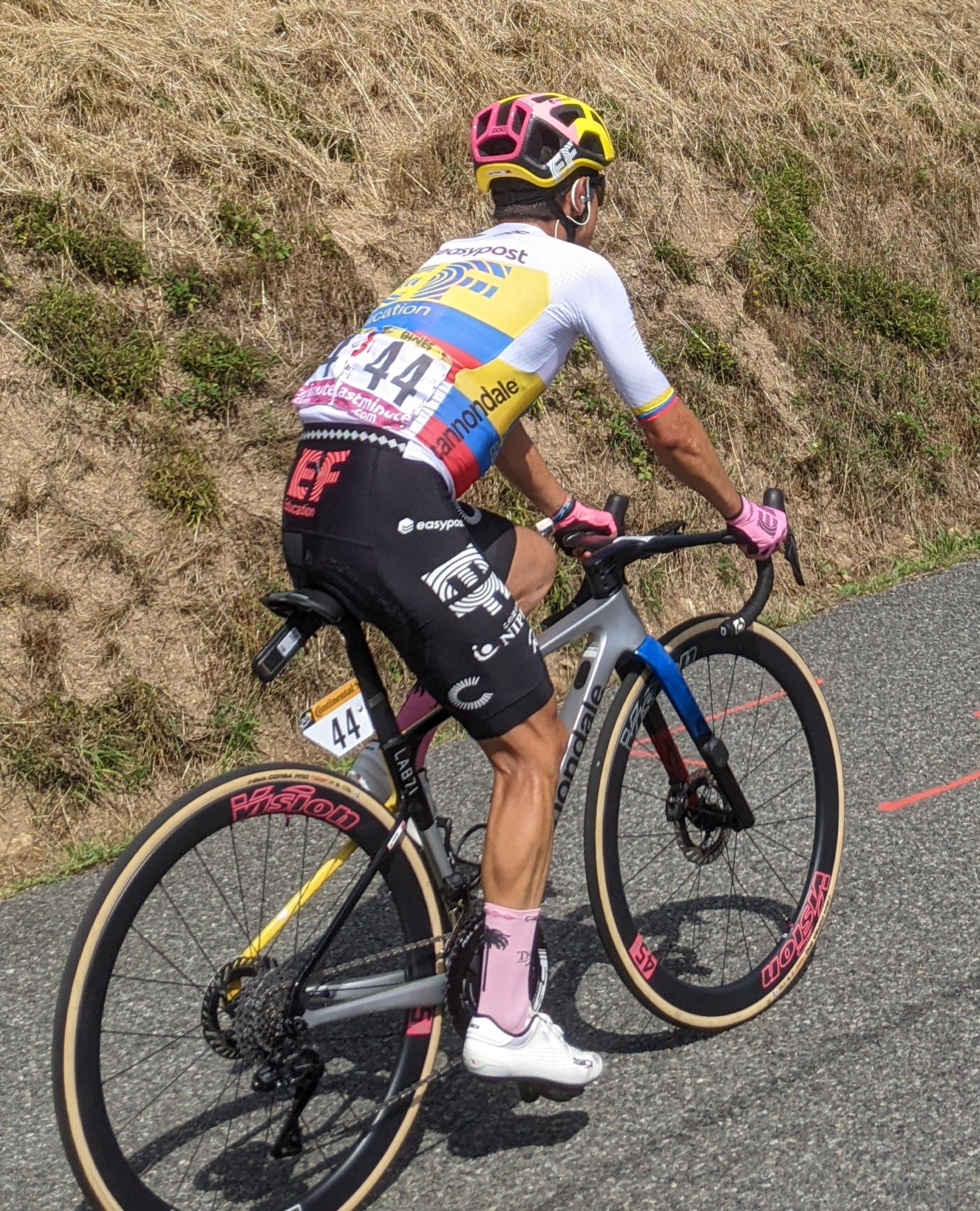
Esteban Chaves im Trikot des kolumbianischen Meisters (Tour de France 2023)

Im Jahr 2022 wechselte Esteban Chaves zum Team EF Education-EasyPost. Er startete seine Saison mit den Plätzen zwei und drei bei den nationalen Meisterschaften, bestritt mit der Vuelta a España jedoch nur eine Grand Tour, die er im Vorfeld der 16. Etappe aufgab. Im Jahr 2023 wurde Chaves erstmals kolumbianischer Meister im Straßenrennen. Die Tour de France 2023 gab er auf der 14. Etappe auf, ehe er den Giro d’Italia 2024 als 35. beendete.

## Erfolge
2011
- Gesamtwertung Tour de l’Avenir

2012
- eine Etappe Vuelta a Burgos
- Gran Premio Città di Camaiore

2014
- eine Etappe Kalifornien-Rundfahrt
- eine Etappe Tour de Suisse

2015
- Mannschaftszeitfahren Giro d’Italia
- zwei Etappen Vuelta a España
- Gesamtwertung und eine Etappe Abu Dhabi Tour

2016
- eine Etappe Giro d’Italia
- Giro dell’Emilia
- Lombardei-Rundfahrt

2018
- Gesamtwertung und eine Etappe Herald Sun Tour
- eine Etappe Giro d’Italia

2019
- eine Etappe Giro d’Italia

2021
- eine Etappe, Punktewertung und Bergwertung Katalonien-Rundfahrt

2023
- Kolumbianischer Meister – Straßenrennen

## Wichtige Platzierungen
| Grand Tour            | 2012 | 2013 | 2014 | 2015 | 2016 | 2017 | 2018 | 2019 | 2020 | 2021 | 2022 | 2023 | 2024 |
| --------------------- | ---- | ---- | ---- | ---- | ---- | ---- | ---- | ---- | ---- | ---- | ---- | ---- | ---- |
| Giro d’ItaliaGiro     | –    | –    | –    | 55   | 2    | –    | 72   | 40   | –    | –    | –    | –    | 35   |
| Tour de FranceTour    | –    | –    | –    | –    | –    | 62   | –    | –    | 23   | 13   | –    | DNF  | –    |
| Vuelta a EspañaVuelta | –    | –    | 41   | 5    | 3    | 11   | –    | 19   | 27   | –    | DNF  | –    | –    |

| Monument                 | 2012 | 2013 | 2014 | 2015 | 2016 | 2017 | 2018 | 2019 | 2020 | 2021 | 2022 | 2023 | 2024 |
| ------------------------ | ---- | ---- | ---- | ---- | ---- | ---- | ---- | ---- | ---- | ---- | ---- | ---- | ---- |
| Mailand–Sanremo          | –    | –    | –    | –    | –    | –    | –    | –    | –    | –    | –    | –    | –    |
| Flandern-Rundfahrt       | –    | –    | –    | –    | –    | –    | –    | –    | –    | –    | –    | –    | –    |
| Paris–Roubaix            | –    | –    | –    | –    | –    | –    | –    | –    | –    | –    | –    | –    | –    |
| Lüttich–Bastogne–Lüttich | –    | –    | –    | 68   | –    | –    | –    | –    | –    | 14   | –    | 45   | –    |
| Lombardei-Rundfahrt      | DNF  | –    | –    | 8    | 1    | –    | –    | 70   | –    | –    | –    | 75   | –    |